# Serie A1 w piłce siatkowej mężczyzn
Serie A1 – najwyższa klasa siatkarskich rozgrywek ligowych mężczyzn we Włoszech. Pierwsze rozgrywki o mistrzostwo kraju odbyły się w 1946 roku, tytuł zdobył zespół Robur Rawenna. Od sezonu 2000/2001 w Serie A udział bierze 14 drużyn.

## Nazwy rozgrywek
- 2014-2018 – SuperLega UnipolSai
- od 2018 – Superlega Credem Banca

Tylko faza play-off:
- 2012-2013 – Linkem Cup Play Off
- 2013-2014 – UnipolSai Play Off

## Medaliści

### Lata 1946-1981
| Sezon     | 1. miejsce                  | 2. miejsce                  | 3. miejsce               |
| --------- | --------------------------- | --------------------------- | ------------------------ |
| 1946      | Robur Rawenna               | Borsalino Alessandria       |                          |
| 1947      | Robur Rawenna               | Borsalino Alessandria       |                          |
| 1948      | Robur Rawenna               | Lega Navale Vercelli        | Borsalino Alessandria    |
| 1949      | Robur Rawenna               | Ferrovieri Parma            | Minelli Modena           |
| 1950      | Ferrovieri Parma            | Robur Rawenna               | Borsalino Alessandria    |
| 1951      | Ferrovieri Parma            | Robur Rawenna               | Multedo 1930 Genova      |
| 1952      | Robur Rawenna               | Multedo 1930 Genova         | Minelli Modena           |
| 1953      | Minelli Modena              | Multedo 1930 Genova         | CRDA Trieste             |
| 1954      | Minelli Modena              | Avia Pervia Modena          | CUS Parma                |
| 1955      | Minelli Modena              | Crocetta Villa d'Oro Modena | CUS Parma                |
| 1956      | Crocetta Villa d'Oro Modena | Minelli Modena              | Avia Pervia Modena       |
| 1957      | Avia Pervia Modena          | Sestese Sesto Fiorentino    | CUS Parma                |
| 1958      | Ciam Modena                 | Avia Pervia Modena          | Sestese Sesto Fiorentino |
| 1959      | Avia Pervia Modena          | Ciam Modena                 | CUS Parma                |
| 1960      | Avia Pervia Modena          | Ciam Villa d'Oro Modena     | Sestese Sesto Fiorentino |
| 1961      | Ciam Modena                 | Avia Pervia Modena          | Sestese Sesto Fiorentino |
| 1962      | Interauto Modena            | Ciam Modena                 | Sestese Sesto Fiorentino |
| 1962/1963 | Avia Pervia Modena          | Ciam Villa d'Oro Modena     | Minelli Modena           |
| 1963/1964 | Ruini Firenze               | Avia Pervia Modena          | Minelli Modena           |
| 1964/1965 | Ruini Firenze               | Salvarani Parma             | Virtus Bolonia           |
| 1965/1966 | Virtus Bolonia              | Ruini Firenze               | Salvarani Parma          |
| 1966/1967 | Virtus Bolonia              | Salvarani Parma             | Ruini Firenze            |
| 1967/1968 | Ruini Firenze               | Salvarani Parma             | Minganti Bolonia         |
| 1968/1969 | Pallavolo Parma             | Minganti Bolonia            | Ruini Firenze            |
| 1969/1970 | Panini Modena               | Ruini Firenze               | Bumor Parma              |
| 1970/1971 | Ruini Firenze               | Panini Modena               | Bumor Parma              |
| 1971/1972 | Panini Modena               | Ruini Firenze               | CUS Parma                |
| 1972/1973 | Ruini Firenze               | Lubiam Bolonia              | Panini Modena            |
| 1973/1974 | Panini Modena               | Lubiam Bolonia              | Ariccia Volley Club      |
| 1974/1975 | Ariccia Volley Club         | CUS Torino                  | Panini Modena            |
| 1975/1976 | Panini Modena               | Klippan Torino              | Ariccia Volley Club      |
| 1976/1977 | Federlazio Roma             | Paoletti Catania            | Panini Modena            |
| 1977/1978 | Paoletti Catania            | Federlazio Roma             | Klippan Torino           |
| 1978/1979 | Klippan Torino              | Panini Modena               | Paoletti Catania         |
| 1979/1980 | Klippan Torino              | Paoletti Catania            | Panini Modena            |
| 1980/1981 | Robe di Kappa Torino        | Panini Modena               | Teseroni Roma            |

### Lata od sezonu 1981/1982
W nawisach podane jest miejsce, które dany klub zajął w fazie zasadniczej.
| Sezon     | Mistrzostwo                                                           | Finalista play-off                                                    | Półfinaliści play-off                                                 | Półfinaliści play-off                                                 |
| --------- | --------------------------------------------------------------------- | --------------------------------------------------------------------- | --------------------------------------------------------------------- | --------------------------------------------------------------------- |
| 1981/1982 | Santal Parma (2)                                                      | Robe di Kappa Torino (1)                                              | Panini Modena (3)                                                     | Edilcuoghi Sassuolo (4)                                               |
| 1982/1983 | Santal Parma (2)                                                      | Kappa Torino (1)                                                      | Casio Milano (3)                                                      | Panini Modena (4)                                                     |
| 1983/1984 | Kappa Torino (1)                                                      | Santal Parma (2)                                                      | Panini Modena (3)                                                     | Bartolini Bologna (5)                                                 |
| 1984/1985 | Mapier Bolonia (2)                                                    | Panini Modena (1)                                                     | CUS Torino (3)                                                        | Santal Parma (4)                                                      |
| 1985/1986 | Panini Modena (3)                                                     | Tartarini Bolonia (1)                                                 | Kutiba Falconara (5)                                                  | Bistefani Torino (7)                                                  |
| 1986/1987 | Panini Modena (2)                                                     | Santal Parma (1)                                                      | Kutiba Falconara (3)                                                  | Tartarini Bolonia (4)                                                 |
| 1987/1988 | Panini Modena (1)                                                     | Maxicono Parma (2)                                                    | Camst Bolonia (3)                                                     | Acqua Pozzillo Catania (4)                                            |
| 1988/1989 | Panini Modena (2)                                                     | Maxicono Parma (1)                                                    | Sisley Treviso (3)                                                    | Odeon Falconara (5)                                                   |
| 1989/1990 | Maxicono Parma (2)                                                    | Philips Modena (1)                                                    | Sisley Treviso (3)                                                    | Sernagiotto Padwa (4)                                                 |
| 1990/1991 | Il Messaggero Ravenna (1)                                             | Maxicono Parma (3)                                                    | Mediolanum Milano (2)                                                 | Sisley Treviso (5)                                                    |
| 1991/1992 | Maxicono Parma (1)                                                    | Il Messaggero Ravenna (3)                                             | Sisley Treviso (2)                                                    | Mediolanum Milano (4)                                                 |
| 1992/1993 | Maxicono Parma (1)                                                    | Misura Milano (3)                                                     | Sisley Treviso (2)                                                    | Il Messaggero Ravenna (4)                                             |
| 1993/1994 | Sisley Treviso (1)                                                    | Milan Milano (2)                                                      | Daytona Modena (3)                                                    | Edilcuoghi Ravenna (5)                                                |
| 1994/1995 | Daytona Las Modena (3)                                                | Sisley Treviso (1)                                                    | Alpitour Traco Cuneo (2)                                              | Edilcuoghi Ravenna (4)                                                |
| 1995/1996 | Sisley Treviso (3)                                                    | Alpitour Traco Cuneo (1)                                              | Las Daytona Modena (2)                                                | Cariparma Parma (5)                                                   |
| 1996/1997 | Las Daytona Modena (1)                                                | Sisley Treviso (2)                                                    | Alpitour Traco Cuneo (3)                                              | Lube Banca Marche Macerata (4)                                        |
| 1997/1998 | Sisley Treviso (2)                                                    | Alpitour Traco Cuneo (1)                                              | Casa Modena Unibon (3)                                                | Lube Banca Marche Macerata (4)                                        |
| 1998/1999 | Sisley Treviso (1)                                                    | Casa Modena Unibon (4)                                                | TNT Alpitour Cuneo (2)                                                | Iveco Palermo (6)                                                     |
| 1999/2000 | Piaggio Roma (3)                                                      | Casa Modena Unibon (4)                                                | TNT Alpitour Cuneo (7)                                                | Iveco Palermo (8)                                                     |
| 2000/2001 | Sisley Treviso (2)                                                    | Asystel Milano (4)                                                    | Noicom Alpitour Cuneo (1)                                             | Casa Modena Salumi (3)                                                |
| 2001/2002 | Casa Modena Salumi (4)                                                | Sisley Treviso (2)                                                    | Maxicono Parma (3)                                                    | Yahoo! Italia Volley Ferrara (8)                                      |
| 2002/2003 | Sisley Treviso (1)                                                    | Kerakoll Modena (2)                                                   | Lube Banca Marche Macerata (3)                                        | Asystel Milano (4)                                                    |
| 2003/2004 | Sisley Treviso (3)                                                    | Coprasystel Ventaglio Piacenza (4)                                    | Lube Banca Marche Macerata (3)                                        | RPA Perugia (8)                                                       |
| 2004/2005 | Sisley Treviso (3)                                                    | RPA-LuigiBacchi.it Perugia (4)                                        | Copra Piacenza (1)                                                    | Lube Banca Marche Macerata (2)                                        |
| 2005/2006 | Lube Banca Marche Macerata (1)                                        | Sisley Treviso (2)                                                    | Bre Banca Lannutti Cuneo (4)                                          | Itas Diatec Trentino (6)                                              |
| 2006/2007 | Sisley Treviso (3)                                                    | Copra Berni Piacenza (4)                                              | Bre Banca Lannutti Cuneo (1)                                          | M. Roma Volley (2)                                                    |
| 2007/2008 | Itas Diatec Trentino (1)                                              | Copra Nordmeccanica Piacenza (6)                                      | Bre Banca Lannutti Cuneo (2)                                          | M. Roma Volley (4)                                                    |
| 2008/2009 | Copra Nordmeccanica Piacenza (5)                                      | Itas Diatec Trentino (2)                                              | Lube Banca Marche Macerata (1)                                        | Bre Banca Lannutti Cuneo (3)                                          |
| 2009/2010 | Bre Banca Lannutti Cuneo (2)                                          | Itas Diatec Trentino (1)                                              | Sisley Treviso (3)                                                    | Lube Banca Marche Macerata (5)                                        |
| 2010/2011 | Itas Diatec Trentino (1)                                              | Bre Banca Lannutti Cuneo (2)                                          | Lube Banca Marche Macerata (3)                                        | Casa Modena (5)                                                       |
| 2011/2012 | Lube Banca Marche Macerata (2)                                        | Itas Diatec Trentino (1)                                              | Bre Banca Lannutti Cuneo (3)                                          | Andreoli Latina (9)                                                   |
| 2012/2013 | Itas Diatec Trentino (1)                                              | Copra Elior Piacenza (3)                                              | Cucine Lube Banca Marche Macerata (2)                                 | Bre Banca Lannutti Cuneo (4)                                          |
| 2013/2014 | Cucine Lube Banca Marche Macerata (1)                                 | Sir Safety Perugia (3)                                                | Copra Elior Piacenza (2)                                              | Casa Modena (5)                                                       |
| 2014/2015 | Energy T.I. Diatec Trentino (1)                                       | Parmareggio Modena (2)                                                | Sir Safety Perugia (4)                                                | Top Volley Latina (6)                                                 |
| 2015/2016 | DHL Modena (2)                                                        | Sir Safety Conad Perugia (5)                                          | Cucine Lube Banca Marche Civitanova (1)                               | Diatec Trentino (3)                                                   |
| 2016/2017 | Cucine Lube Civitanova (1)                                            | Diatec Trentino (2)                                                   | Sir Safety Conad Perugia (3)                                          | Azimut Modena (4)                                                     |
| 2017/2018 | Sir Safety Conad Perugia (1)                                          | Cucine Lube Civitanova (2)                                            | Azimut Modena (3)                                                     | Diatec Trentino (4)                                                   |
| 2018/2019 | Cucine Lube Civitanova (2)                                            | Sir Safety Conad Perugia (1)                                          | Itas Trentino (3)                                                     | Azimut Leo Shoes Modena (4)                                           |
| 2019/2020 | Ze względu na pandemię wirusa SARS-CoV-2 rozgrywki zostały przerwane. | Ze względu na pandemię wirusa SARS-CoV-2 rozgrywki zostały przerwane. | Ze względu na pandemię wirusa SARS-CoV-2 rozgrywki zostały przerwane. | Ze względu na pandemię wirusa SARS-CoV-2 rozgrywki zostały przerwane. |
| 2020/2021 | Cucine Lube Civitanova (2)                                            | Sir Safety Conad Perugia (1)                                          | Itas Trentino (3)                                                     | Vero Volley Monza (4)                                                 |
| 2021/2022 | Cucine Lube Civitanova (2)                                            | Sir Safety Conad Perugia (1)                                          | Itas Trentino (3)                                                     | Leo Shoes PerkinElmer Modena (4)                                      |
| 2022/2023 | Itas Trentino (2)                                                     | Cucine Lube Civitanova (4)                                            | Gas Sales Bluenergy Piacenza (6)                                      | Allianz Milano (8)                                                    |
| 2023/2024 | Sir Susa Vim Perugia (2)                                              | Mint Vero Volley Monza (5)                                            | Allianz Milano (6)                                                    | Itas Trentino (1)                                                     |
| 2024/2025 | Itas Trentino (1)                                                     | Cucine Lube Civitanova (3)                                            | Sir Susa Vim Perugia (2)                                              | Gas Sales Bluenergy Piacenza (5)                                      |

## System rozgrywek
Od sezonu Serie A1 (2000/2001) o tytuł mistrza kraju walczy 14 drużyn. 
Rywalizacja w Serie A toczy się co sezon - systemem ligowym wraz z Play--offami o tytuł Mistrza Kraju. W każdym sezonie odbywają się dwie rundy fazy zasadniczej: jesienna i wiosenna. Każda drużyna musi rozegrać 26 meczów. Osiem najlepszych drużyn, które  kolejno w fazie zasadniczej sezonu, zdobędą najwięcej punktów, walczą w play-offach o tzw. Scudetto.
Pary ćwierćfinałowe:
- 1ª - 8ª
- 4ª - 5ª
- 2ª - 7ª
- 3ª - 6ª

W pierwszej fazie Play-off, tzn. w ćwierćfinałach gra się do 2. zwycięstw. W drugiej i trzeciej fazie, w półfinałach i finałach do 3. zwycięstw. We Włoszech nie gra się meczów o 3. 5. i 7. miejsce, o kolejności decyduje miejsce danego klubu  w sezonie zasadniczym. Drużyny, które przegrały półfinały grają o tzw. Puchar Ligi. 
Zespoły, które po rundzie zasadniczej zajmą kolejno 13. i 14. miejsce, zostają zdegradowane do Serie  A2.
System punktowania w rundzie zasadniczej:
- za zwycięstwo 3:0 lub 3:1 3 pkt
- za zwycięstwo 3:2 2 pkt
- za porażkę 2:3 1 pkt
- za porażkę 1:3 lub 0:3 0 pkt